# Natalie Savage Carlson
Pour les articles homonymes, voir Carlson.
Natalie Savage Carlson, née le 3 octobre 1906 à Kenstown, en Virginie, et morte le 23 septembre 1997 dans le Rhode Island, est une romancière américaine, spécialiste de la littérature d'enfance et de jeunesse.

## Biographie
Sa mère est d'origine canadienne-française. Dans les années 1920, elle travaille comme reporter pour le journal californien Long Beach Morning Star. Ayant épousé un officier de la United States Navy, elle suit son mari dans ses déplacements en Amérique, puis vit à Paris pendant plusieurs années.
Elle amorce sa carrière d'écrivain par la publication en 1952 d'un recueil de contes folkloriques intitulé The Talking Cat, and Other Stories of French Canada, où elle reprend des histoires que lui comptait sa mère pendant son enfance. Elle donne ensuite de nombreux ouvrages de littérature d'enfance et de jeunesse, parfois situés à France, ou encore mâtinés d'intrigues policières, comme dans la série ayant pour héros le chat noir Spooky. Elle donne aussi quelques romans policiers.

## Œuvres

### Romans policiers
- Old Murders Never Dies (1960) Publié en français sous le titre Une vieille histoire, Paris, Librairie des Champs-Élysées, coll. « Le Masque », no 787, 1963
- The Family on the Waterfront (1969)

### Romans de littérature d'enfance et de jeunesse

#### SérieOrpheline
- The Happy Orpheline (1957)
- A Brother for the Orphelines (1959)
- A Pet for the Orphelines (1962)
- The Orphelines in the Enchanted Castle (1964)
- A Grandmother for the Orphelines (1980)

#### SérieMarie Louise
- Marie Louise and Christopher (1974) Publié en français sous le titre Marie-Louise et Christophe, Paris, L'École des loisirs, 1977
- Marie Louise Heyday (1975)
- Runaway Marie Louise (1977) Publié en français sous le titre La Fugue de Marie-Louise, Paris, L'École des loisirs, 1978
- Marie Louise and Christophe at the Carnival (1981)

#### SérieSpooky
- Spooky Night (1982)
- Spooky and the Wizard's Bats (1986)
- Spooky and the Bad Luck Raven (1992)

#### Autres romans
- Alphonse, the Bearded One (1954)
- Wings Against the Wind (1955)
- Hortense, the Cow for a Queen (1957)
- The Family Under the Bridge (1958)
- The Tomahawk Family (1960)
- Evangeline, Pigeon of Paris (1960)
- Carnival in Paris (1962)
- Jean-Claude's Island (1963)
- School Bell in the Valley (1963)
- The Letter on the Tree (1964)
- The Empty Schoolhouse (1965)
- Sailor's Choice (1966)
- Chalou (1967)
- Luigi of the Streets (1967)
- Ann Aurelia and Dorothy (1968)
- Marchers for the Dream (1969)
- Befana's Gift (1969)
- The Half Sisters (1970)
- Luvvy and the Girls (1971)
- Jaky or Dodo? (1978)
- Time for the White Egret (1978)
- The Night the Scarecrow Walked (1979)
- Surprise in the Mountains (1983)
- The Ghost in the Lagoon (1984)

### Recueil de nouvelles
- The Talking Cat, and Other Stories of French Canada (1952)
- Sahes Red and Blue (1956)

## Sources
- Jacques Baudou et Jean-Jacques Schleret, Le Vrai Visage du Masque, vol. 1, Paris, Futuropolis, 1984, 476 p. (OCLC 311506692), p. 90-91.